# دختران کالیفرنیا
"دختران کالیفرنیا" (به انگلیسی: California Gurls) یک ترانه از هنرمند و ترانه‌سرای آمریکایی کیتی پری از سومین آلبوم استودیویی وی، رویای نوجوانی (آلبوم) (۲۰۱۰) است. وی این ترانه را به همراه خواننده رپ اسنوپ داگ خوانده‌است.